# Audrey Nuna
Audrey Chu (Manalapan, 2 de abril de 1999), más conocida por su nombre artístico Audrey Nuna, es una cantante y rapera estadounidense de origen coreano. Logró popularidad con sus sencillos «Damn Right» y «Comic Sans» (con Jack Harlow). Nació y creció en Nueva Jersey, y estudió en el Clive Davis Music Institute de la Universidad de Nueva York. Sus canciones combinan múltiples géneros, como el pop, el R&B, el rap y el trap. Firmó un contrato de grabación con Arista Records, discográfica con la que ha publicado dos discos.

## Biografía

### Inicios
Criada en los suburbios de Manalapan, Nueva Jersey, Nuna empezó a hacer música en su adolescencia, versionando a artistas como Childish Gambino y Drake. Su primera experiencia cantando para una audiencia grande fue interpretando la canción patriótica «America the Beautiful» en el Abierto de Estados Unidos cuando tenía diez años. El productor y futuro mánager Anwar Sawyer contactó con ella tras ver su perfil en Instagram mientras asistía al Clive Davis Institute de Brooklyn.

### Carrera
En 2018 empezó a publicar temas independientes, de los cuales «Honeypot» logró impacto en las plataformas digitales. En 2019, tras lanzar dos sencillos más, Arista Records la fichó para el sello. Debutó con los sencillos «Time», «Paper» y «Comic Sans», este último en colaboración con el rapero Jack Harlow.
Cambió su nombre artístico por el de Audrey Nuna tras inspirarse en su hermano pequeño. En coreano, el sufijo es un término que los niños utilizan para dirigirse a sus hermanas mayores, y los varones más jóvenes suelen usarlo para referirse a las mujeres adultas. Su cambio de nombre incorporó su identidad como coreana estadounidense tras años de intentar pasar desapercibida en su ciudad natal.
Con su nuevo nombre artístico, entre 2021 y 2022 publicó los discos A Liquid Breakfast y Chump Change, ambos mediante la discográfica Arista Records.

## Discografía

### Proyectos
| Título                       | Detalles                                                    |
| ---------------------------- | ----------------------------------------------------------- |
| A Liquid Breakfast           | - Lanzamiento: 21 de mayo de 2021 - Discografía: Arista     |
| Chump Change (con Deb Never) | - Lanzamiento: 3 de junio de 2022 - Discografía: Arista     |
| Trench                       | - Lanzamiento: 18 de octubre de 2024 - Discográfica: Arista |

### Sencillos
| Título                                     | Año  | Mejores posiciones | Mejores posiciones | Mejores posiciones | Mejores posiciones | Mejores posiciones | Mejores posiciones | Mejores posiciones | Mejores posiciones | Mejores posiciones | Mejores posiciones | Álbum                                                 |
| Título                                     | Año  | EUA                | AUS                | CAN                | COR                | FIL                | MLY                | NZL                | RU                 | SGP                | Glob.              | Álbum                                                 |
| ------------------------------------------ | ---- | ------------------ | ------------------ | ------------------ | ------------------ | ------------------ | ------------------ | ------------------ | ------------------ | ------------------ | ------------------ | ----------------------------------------------------- |
| «80deg»                                    | 2018 | —                  | —                  | —                  | —                  | —                  | —                  | —                  | —                  | —                  | —                  | Sin álbum                                             |
| «Party»                                    | 2018 | —                  | —                  | —                  | —                  | —                  | —                  | —                  | —                  | —                  | —                  | Sin álbum                                             |
| «I Try»                                    | 2018 | —                  | —                  | —                  | —                  | —                  | —                  | —                  | —                  | —                  | —                  | Sin álbum                                             |
| «Honeypot»                                 | 2018 | —                  | —                  | —                  | —                  | —                  | —                  | —                  | —                  | —                  | —                  | Sin álbum                                             |
| «Empty Hands»                              | 2019 | —                  | —                  | —                  | —                  | —                  | —                  | —                  | —                  | —                  | —                  | Sin álbum                                             |
| «Soufflé»                                  | 2019 | —                  | —                  | —                  | —                  | —                  | —                  | —                  | —                  | —                  | —                  | Sin álbum                                             |
| «Time»                                     | 2019 | —                  | —                  | —                  | —                  | —                  | —                  | —                  | —                  | —                  | —                  | Sin álbum                                             |
| «Paper»                                    | 2019 | —                  | —                  | —                  | —                  | —                  | —                  | —                  | —                  | —                  | —                  | Sin álbum                                             |
| «Comic Sans» con Jack Harlow               | 2019 | —                  | —                  | —                  | —                  | —                  | —                  | —                  | —                  | —                  | —                  | A Liquid Breakfast                                    |
| «Long Night»                               | 2020 | —                  | —                  | —                  | —                  | —                  | —                  | —                  | —                  | —                  | —                  | Sin álbum                                             |
| «Damn Right»                               | 2020 | —                  | —                  | —                  | —                  | —                  | —                  | —                  | —                  | —                  | —                  | A Liquid Breakfast                                    |
| «Space»                                    | 2021 | —                  | —                  | —                  | —                  | —                  | —                  | —                  | —                  | —                  | —                  | A Liquid Breakfast                                    |
| «Blossom»                                  | 2021 | —                  | —                  | —                  | —                  | —                  | —                  | —                  | —                  | —                  | —                  | A Liquid Breakfast                                    |
| «IDGAF»                                    | 2023 | —                  | —                  | —                  | —                  | —                  | —                  | —                  | —                  | —                  | —                  | Sin álbum                                             |
| «Locket»                                   | 2023 | —                  | —                  | —                  | —                  | —                  | —                  | —                  | —                  | —                  | —                  | Sin álbum                                             |
| «Cellulite»                                | 2023 | —                  | —                  | —                  | —                  | —                  | —                  | —                  | —                  | —                  | —                  | Sin álbum                                             |
| «Starving» (con Teezo Touchdown)           | 2024 | —                  | —                  | —                  | —                  | —                  | —                  | —                  | —                  | —                  | —                  | Sin álbum                                             |
| «Jockes on Me»                             | 2024 | —                  | —                  | —                  | —                  | —                  | —                  | —                  | —                  | —                  | —                  | Sin álbum                                             |
| «Suck It Up»                               | 2024 | —                  | —                  | —                  | —                  | —                  | —                  | —                  | —                  | —                  | —                  | Sin álbum                                             |
| «Mine»                                     | 2024 | —                  | —                  | —                  | —                  | —                  | —                  | —                  | —                  | —                  | —                  | Sin álbum                                             |
| «Golden» (con Ejae y Rei Ami como Huntr/x) | 2025 | 81                 | 8                  | 63                 | 98                 | 24                 | 9                  | 5                  | 31                 | 14                 | 52                 | KPop Demon Hunters (Soundtrack from the Netflix Film) |

### Otras canciones en listas
| Título                                                  | Año  | Mejores posiciones | Mejores posiciones | Mejores posiciones | Mejores posiciones | Mejores posiciones | Mejores posiciones | Mejores posiciones | Mejores posiciones | Mejores posiciones | Mejores posiciones | Álbum                                                 |
| Título                                                  | Año  | EUA                | AUS                | CAN                | COR                | FIL                | MLY                | NZL                | RU                 | SGP                | Glob.              | Álbum                                                 |
| ------------------------------------------------------- | ---- | ------------------ | ------------------ | ------------------ | ------------------ | ------------------ | ------------------ | ------------------ | ------------------ | ------------------ | ------------------ | ----------------------------------------------------- |
| «How It's Done» (con Ejae y Rei Ami como Huntr/x)       | 2025 | —                  | 21                 | 79                 | 176                | 46                 | —                  | 18                 | 40                 | 28                 | 104                | KPop Demon Hunters (Soundtrack from the Netflix Film) |
| «Takedown» (con Ejae y Rei Ami como Huntr/x)            | 2025 | —                  | —                  | —                  | —                  | 24                 | —                  | 38                 | —                  | —                  | —                  | KPop Demon Hunters (Soundtrack from the Netflix Film) |
| «What It Sounds Like» (con Ejae y Rei Ami como Huntr/x) | 2025 | —                  | 25                 | 95                 | —                  | 25                 | 53                 | 21                 | —                  | 27                 | 151                | KPop Demon Hunters (Soundtrack from the Netflix Film) |